# Unione Sportiva Savoia 1915-1916
Questa voce raccoglie le informazioni riguardanti il Savoia nelle competizioni ufficiali della stagione 1915-1916.

## Stagione
Coppa Internazionale 1916: 3º posto alle spalle di Naples e Internazionale.

## Divise
| Casa |

## Organigramma societario
Area direttiva
- Presidente:  Ciro Ilardi

Area tecnica
- Allenatore:  Willy Fornari

## Rosa
| N. |                   | Ruolo | Calciatore      |
| -- | ----------------- | ----- | --------------- |
|    | Italia (bandiera) | P     | Cozzolino       |
|    | Italia (bandiera) | D     | Arturo Tizzano  |
|    | Italia (bandiera) | C     | Alfredo Fornari |
|    | Italia (bandiera) | A     | Osvaldo Sacchi  |
|    | Italia (bandiera) |       | Ambiguo         |
|    | Italia (bandiera) |       | Belardini       |
|    | Italia (bandiera) |       | Bernando I      |
|    | Italia (bandiera) |       | Bernando II     |
|    | Italia (bandiera) |       | Buonamano       |
|    | Italia (bandiera) |       | Caputo          |
|    | Italia (bandiera) |       | Coran           |

| N. |                   | Ruolo | Calciatore   |
| -- | ----------------- | ----- | ------------ |
|    | Italia (bandiera) |       | Cristiano I  |
|    | Italia (bandiera) |       | Cristiano II |
|    | Italia (bandiera) |       | Crotti       |
|    | Italia (bandiera) |       | De Meo       |
|    | Italia (bandiera) |       | Grimaldi     |
|    | Italia (bandiera) |       | Guarino      |
|    | Italia (bandiera) |       | Nisi         |
|    | Italia (bandiera) |       | Panzuto      |
|    | Italia (bandiera) |       | Postiglione  |
|    | Italia (bandiera) |       | Ronconi      |
|    | Italia (bandiera) |       | Testa        |

## Risultati

### Coppa Internazionale
| 9 aprile 1916 Prima giornata - Savoia riposa |  | – |  |  |

| 16 aprile 1916 Seconda giornata - Savoia riposa |  | – |  |  |

| Napoli 30 aprile 1916 Terza giornata | Naples | 4 – 0 | Savoia |  |

| Pozzuoli 4 maggio 1916 Quarta giornata | Puteoli SC | 1 – 0 | Savoia | Campo Armstrong |

| Bagnoli 11 maggio 1916 Quinta giornata | U.S. Bagnolese | 0 – 2 | Savoia | Campo Ilva |

| Napoli 16 maggio 1916 Sesta giornata            | Internazionale Napoli | 1 – 1   | Savoia |  |
| \| \| \| \| \| Costa \| Marcatori \| Panzuto \| |                       |         |        |  |
|                                                 |                       |         |        |  |
| Costa                                           | Marcatori             | Panzuto |        |  |

## Statistiche
Statistiche aggiornate al 16 maggio 1916.

### Statistiche di squadra
| Competizione         | Punti | In casa | In casa | In casa | In casa | In casa | In casa | In trasferta | In trasferta | In trasferta | In trasferta | In trasferta | In trasferta | Totale | Totale | Totale | Totale | Totale | Totale | DR |
| Competizione         | Punti | G       | V       | N       | P       | Gf      | Gs      | G            | V            | N            | P            | Gf           | Gs           | G      | V      | N      | P      | Gf     | Gs     | DR |
| -------------------- | ----- | ------- | ------- | ------- | ------- | ------- | ------- | ------------ | ------------ | ------------ | ------------ | ------------ | ------------ | ------ | ------ | ------ | ------ | ------ | ------ | -- |
| Coppa Internazionale | 3     | 0       | 0       | 0       | 0       | 0       | 0       | 4            | 1            | 1            | 2            | 3            | 6            | 4      | 1      | 1      | 2      | 3      | 6      | -3 |
| Totale               | 3     | 0       | 0       | 0       | 0       | 0       | 0       | 4            | 1            | 1            | 2            | 3            | 6            | 4      | 1      | 1      | 2      | 3      | 6      | -3 |

### Statistiche dei giocatori
| Giocatore   | Coppa Internazionale | Coppa Internazionale |
| Giocatore   | Presenze             | Reti                 |
| ----------- | -------------------- | -------------------- |
| Bernando II | 1+                   | 0+                   |
| Caputo      | 1+                   | 0+                   |
| Coran       | 1+                   | 0+                   |
| Crotti      | 1+                   | 0+                   |
| De Meo      | 1+                   | -1+                  |
| Grimaldi    | 1+                   | 0+                   |
| Panzuto     | 1+                   | 1+                   |
| Postiglione | 1+                   | 0+                   |
| O. Sacchi   | 1+                   | 0+                   |
| Testa       | 1+                   | 0+                   |
| Tizzano     | 1+                   | 0+                   |